# Erind Selimaj
Erind Selimaj (ur. 22 maja 1989 w Szkodrze) – albański piłkarz występujący na pozycji bramkarza w klubie Besëlidhja Lezha.

## Statystyki kariery
Stan na 16 czerwca 2021
| Sezon   | Klub                 | Kraj    | Rozgrywki           | Mecze | Gole |
| ------- | -------------------- | ------- | ------------------- | ----- | ---- |
| 2011/12 | KS Luftëtari         | Albania | Kategoria e Parë    | 29    | 0    |
| 2012/13 | KS Luftëtari         | Albania | Kategoria Superiore | 12    | 0    |
| 2012/13 | KS Ada Velipojë      | Albania | Kategoria e Parë    | 13    | 0    |
| 2013/14 | KF Vllaznia          | Albania | Kategoria Superiore | 2     | 0    |
| 2014/15 | KF Vllaznia          | Albania | Kategoria Superiore | 28    | 0    |
| 2015/16 | KF Vllaznia          | Albania | Kategoria Superiore | 5     | 0    |
| 2016/17 | KF Vllaznia          | Albania | Kategoria Superiore | 14    | 0    |
| 2017/18 | KF Vllaznia          | Albania | Kategoria Superiore | 10    | 0    |
| 2018/19 | KF Vllaznia          | Albania | Kategoria e Parë    | 5     | 0    |
| 2019/20 | Flamurtari Prisztina | Kosowo  | Superliga e Kosovës | 10    | 0    |
| 2020/21 | Besëlidhja Lezha     | Albania | Kategoria e Parë    | 15    | 0    |